# Janko Sabunow
Janko Stankow Sabunow (bulgarisch Янко Станков Забунов; * 12. Juni 1868 in Sheljaskowo; † 18. Dezember 1909 in Plewen) war ein bulgarischer Politiker, Redakteur und Publizist.
Sabunow studierte Landwirtschaft in Österreich. Er gehörte zu den Gründern des Bulgarischen Bauernvolksbundes und war maßgeblich an dessen Entwicklung zu einer in Bulgarien aktiven politischen Partei beteiligt.